# Дегерсгайм (Санкт-Галлен)
Дегерсгайм (нім. Degersheim SG) — громада  в Швейцарії в кантоні Санкт-Галлен, виборчий округ Віль.

## Географія
Громада розташована на відстані близько 145 км на схід від Берна, 15 км на південний захід від Санкт-Галлена.
Дегерсгайм має площу 14,5 км², з яких на 11,1% дозволяється будівництво (житлове та будівництво доріг), 51,6% використовуються в сільськогосподарських цілях, 36,7% зайнято лісами, 0,6% не є продуктивними (річки, льодовики або гори).

## Демографія
2019 року в громаді мешкало 4121 особа (+5,5% порівняно з 2010 роком), іноземців було 18,6%. Густота населення становила 285 осіб/км².
За віковим діапазоном населення розподілялося таким чином: 25,1% — особи молодші 20 років, 56,5% — особи у віці 20—64 років, 18,4% — особи у віці 65 років та старші. Було 1657 помешкань (у середньому 2,4 особи в помешканні).
Із загальної кількості 1749 працюючих 127 було зайнятих в первинному секторі, 838 — в обробній промисловості, 784 — в галузі послуг.